# Martín Mapisa
Martín Mapisa (Harare, 25 maggio 1998) è un calciatore zimbabwese, portiere del Dynamos e della nazionale zimbabwese.

## Caratteristiche tecniche
Portiere agile e reattivo tra i pali, in possesso di discreti riflessi. Interpreta il proprio ruolo in maniera moderna; non limita il proprio raggio d'azione all'area di rigore, ma agisce da libero aggiunto, costruendo il gioco dalle retrovie.
Sotto la guida del tecnico David Movilla è stato utilizzato da attaccante.

## Carriera

### Club
Muove i suoi primi passi nella Aces Youth Soccer Academy all'età di 11 anni. Nel 2018 viene prelevato dal settore giovanile del Malaga, che lo gira all'Almuñécar City, società satellite militante nella settima divisione del calcio spagnolo. Il 22 gennaio 2020 si lega al Zamora CF, in Tercera División. Partito come riserva alle spalle di Jon Villanueva, la stagione successiva riesce gradualmente a ritagliarsi un posto da titolare tra i pali.

### Nazionale
Esordisce in nazionale il 29 marzo 2021 contro lo Zambia, incontro valido per l'accesso alla fase finale della Coppa d'Africa 2021; è stato poi convocato per la Coppa d'Africa 2021.

## Statistiche

### Presenze e reti nei club
Statistiche aggiornate al 7 marzo 2021.
| Stagione         | Squadra          | Campionato       | Campionato | Campionato | Coppe nazionali | Coppe nazionali | Coppe nazionali | Coppe continentali | Coppe continentali | Coppe continentali | Altre coppe | Altre coppe | Altre coppe | Totale | Totale |
| Stagione         | Squadra          | Comp             | Pres       | Reti       | Comp            | Pres            | Reti            | Comp               | Pres               | Reti               | Comp        | Pres        | Reti        | Pres   | Reti   |
| ---------------- | ---------------- | ---------------- | ---------- | ---------- | --------------- | --------------- | --------------- | ------------------ | ------------------ | ------------------ | ----------- | ----------- | ----------- | ------ | ------ |
| gen.-giu. 2019   | Vélez CF         | TD               | 1          | 0          | -               | -               | -               | -                  | -                  | -                  | -           | -           | -           | 1      | 0      |
| 2019-gen. 2020   | Vélez CF         | TD               | 11         | -16        | -               | -               | -               | -                  | -                  | -                  | -           | -           | -           | 11     | -16    |
| Totale Vélez CF  | Totale Vélez CF  | Totale Vélez CF  | 12         | -16        |                 | -               | -               |                    | -                  | -                  |             | -           | -           | 12     | -16    |
| gen.-giu. 2020   | Zamora CF        | TD               | 3          | -3         | CR              | -               | -               | -                  | -                  | -                  | -           | -           | -           | 3      | -3     |
| 2020-2021        | Zamora CF        | SDB              | 8+1        | -6 + -0    | CR              | 2               | -5              | -                  | -                  | -                  | -           | -           | -           | 11     | -11    |
| Totale Zamora CF | Totale Zamora CF | Totale Zamora CF | 11+1       | -9 + -0    |                 | 2               | -5              |                    | -                  | -                  |             | -           | -           | 14     | -14    |
| Totale carriera  | Totale carriera  | Totale carriera  | 24         | -25        |                 | 2               | -5              |                    | -                  | -                  |             | -           | -           | 26     | -30    |

### Cronologia presenze e reti in nazionale
| Cronologia completa delle presenze e delle reti in nazionale ― Zimbabwe | Cronologia completa delle presenze e delle reti in nazionale ― Zimbabwe | Cronologia completa delle presenze e delle reti in nazionale ― Zimbabwe | Cronologia completa delle presenze e delle reti in nazionale ― Zimbabwe | Cronologia completa delle presenze e delle reti in nazionale ― Zimbabwe | Cronologia completa delle presenze e delle reti in nazionale ― Zimbabwe | Cronologia completa delle presenze e delle reti in nazionale ― Zimbabwe | Cronologia completa delle presenze e delle reti in nazionale ― Zimbabwe |
| Data                                                                    | Città                                                                   | In casa                                                                 | Risultato                                                               | Ospiti                                                                  | Competizione                                                            | Reti                                                                    | Note                                                                    |
| ----------------------------------------------------------------------- | ----------------------------------------------------------------------- | ----------------------------------------------------------------------- | ----------------------------------------------------------------------- | ----------------------------------------------------------------------- | ----------------------------------------------------------------------- | ----------------------------------------------------------------------- | ----------------------------------------------------------------------- |
| 29-3-2021                                                               | Harare                                                                  | Zimbabwe                                                                | 0 – 2                                                                   | Zambia                                                                  | Qual. Coppa d'Africa 2021                                               | -2                                                                      |                                                                         |
| 13-7-2021                                                               | Port Elizabeth                                                          | Senegal                                                                 | 2 – 1                                                                   | Zimbabwe                                                                | Coppa COSAFA 2021 - 1º turno                                            | -2                                                                      |                                                                         |
| Totale                                                                  |                                                                         | Presenze                                                                | 2                                                                       |                                                                         | Reti                                                                    | -4                                                                      |                                                                         |

## Palmarès

### Club

#### Competizioni nazionali
- Tercera División: 1

Zamora CF: 2019-2020 (gruppo VIII, Castiglia e León)